# Макс ван дер Стул
Макс ван дер Стул (нід. Max van der Stoel; нар. 3 серпня 1924, Ворсхотен, Нідерланди — пом. 23 квітня 2011, Гаага, Нідерланди) — нідерландський політичний діяч, міністр закордонних справ (1973–1977, 1981–1982), один з провідних європейських дипломатів другої половини XX століття. 2000 особисто розслідував факти порушення прав української національної громади в Російській Федерації.

## Біографія
Здобув вищу освіту в галузі права та соціології в Лейденському університеті. У 1947 р. отримав ступінь доктора права, а в 1953 р. — докторський ступінь з соціології. У 1999–2001 рр.. очолював кафедру прав людини в Лейденському університеті, в 2001–2003 рр.. був запрошеним професором міжнародного та європейського права в Університеті Тілбург.
З моменту заснування (1946) вступив в Партію праці. У 1953–1958 рр.. був співробітником фонду Wiardi-Beckman-Stiftung, науково-дослідного центру партії. З 1963 р. стає секретарем партії з міжнародних справ. У 1960–1965 рр.. — депутат першої палати, в 1966–1973 і 1977–1981 рр.. — депутат другої палати парламенту Нідерландів.
- 1965–1966 рр.. — державний секретар у закордонних справах.
- 1973–1977 і 1981–1982 рр.. — Міністр закордонних справ Нідерландів. На цій посаді в 1976 р. був президентом ради Євросоюзу. Під час візиту в 1977 р. до Чехословаччини зустрівся з представниками опозиційного руху «Хартія 77», що викликало обурення офіційної Праги.
- 1983–1986 рр.. — представник Нідерландів при ООН, в 1991–1999 рр.. очолював спецкомісію ООН з дотримання прав людини в Іраку.
- 1986–1992 рр.. — член Державної ради. У травні 1991 р. йому було присвоєно звання державного міністра.
- 1993–2001 рр.. — Верховний комісар у справах національних меншин Організації з безпеки і співробітництва в Європі (ОБСЄ).

У 2001 р. був призначений спеціальним радником Верховного представника Європейського союзу з питань спільної зовнішньої політики і політики безпеки по Македонії.
У 2001 р. було нагороджено орденом князя Ярослава Мудрого IV ступеню (Україна).